# Ocellularia annulosa
Ocellularia annulosa är en lavart som beskrevs av Johannes Müller Argoviensis 1895. 
Ocellularia annulosa ingår i släktet Ocellularia och familjen Thelotremataceae. Inga underarter finns listade i Catalogue of Life.